# NGC 7569
NGC 7569 (другие обозначения — PGC 70914, UGC 12472, MCG 1-59-26, ZWG 406.41, 3ZW 100, IRAS23142+0838) — галактика в созвездии Пегас.
Этот объект входит в число перечисленных в оригинальной редакции «Нового общего каталога».